# شتوان (اسم)
شتوان هو اسم علم مذكر من أصل عربي، ومعناه هو منسوب إلى الشتاء، شتوي المقيم في المشتى.

## وصلات خارجية
- موسوعة السلطان قابوس لأسماء العرب نسخة محفوظة 5 أبريل 2019 على موقع واي باك مشين.